# Romyverleihung 2018

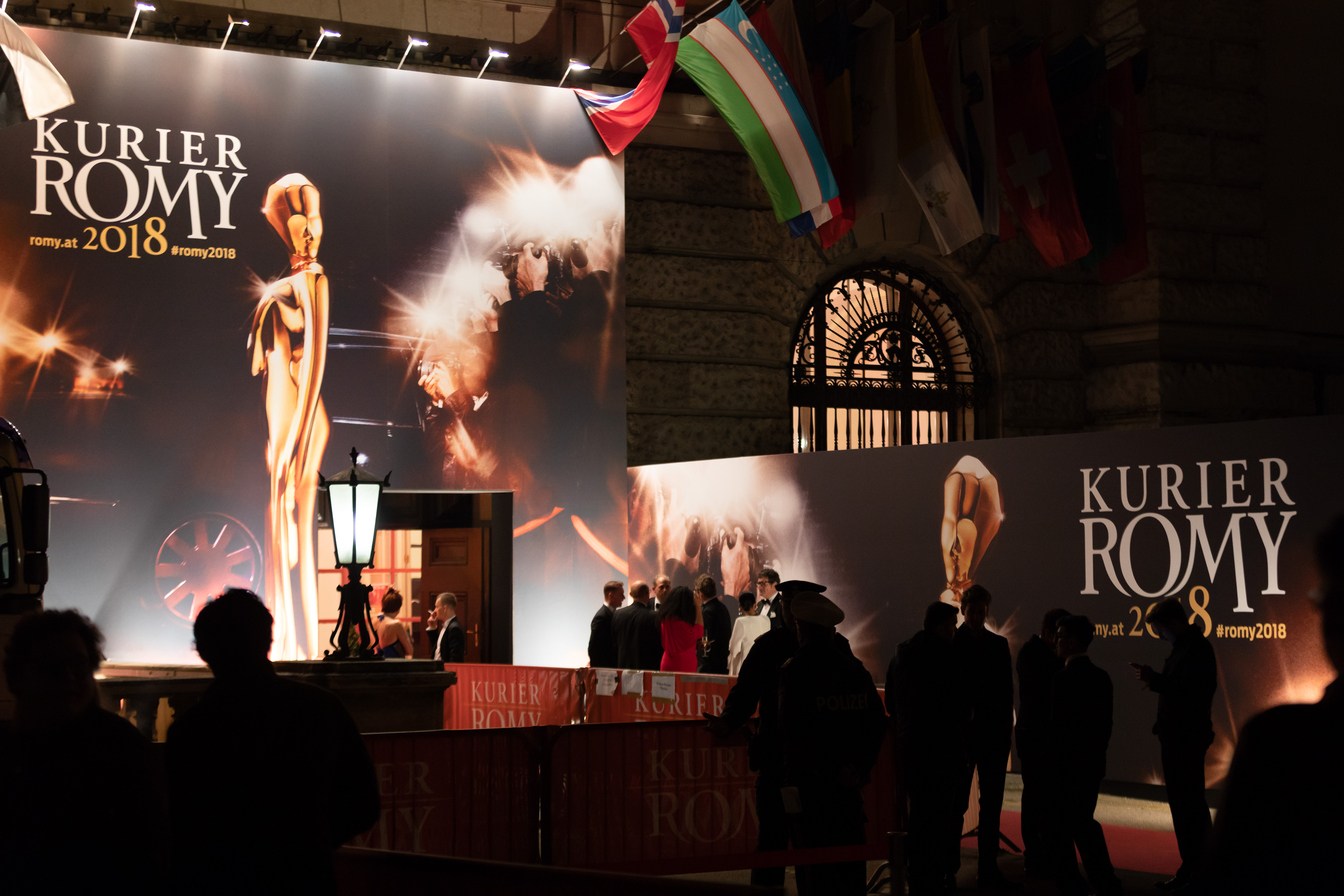
Romy 2018

Die Romy-Verleihung 2018 fand am 7. April 2018 in der Wiener Hofburg statt. Die von der Tageszeitung Kurier veranstaltete Vergabe des österreichischen Fernseh- und Filmpreises Romy fand zum 29. Mal statt und wurde zum 28. Mal vom ORF übertragen. Moderiert wurde die Veranstaltung zum dritten Mal in Folge von Andi Knoll und Katharina Straßer. Besonders gewürdigt wurde die Namensgeberin des Preises, Romy Schneider, die im September 2018 ihren 80. Geburtstag gefeiert hätte. Am 6. April 2018, einen Tag nach der Verleihung der Akademiepreise und einen Tag vor Verleihung der Publikumspreise, fand außerdem die Wien-Premiere des Filmes 3 Tage in Quiberon statt.

## Sieger und Nominierte

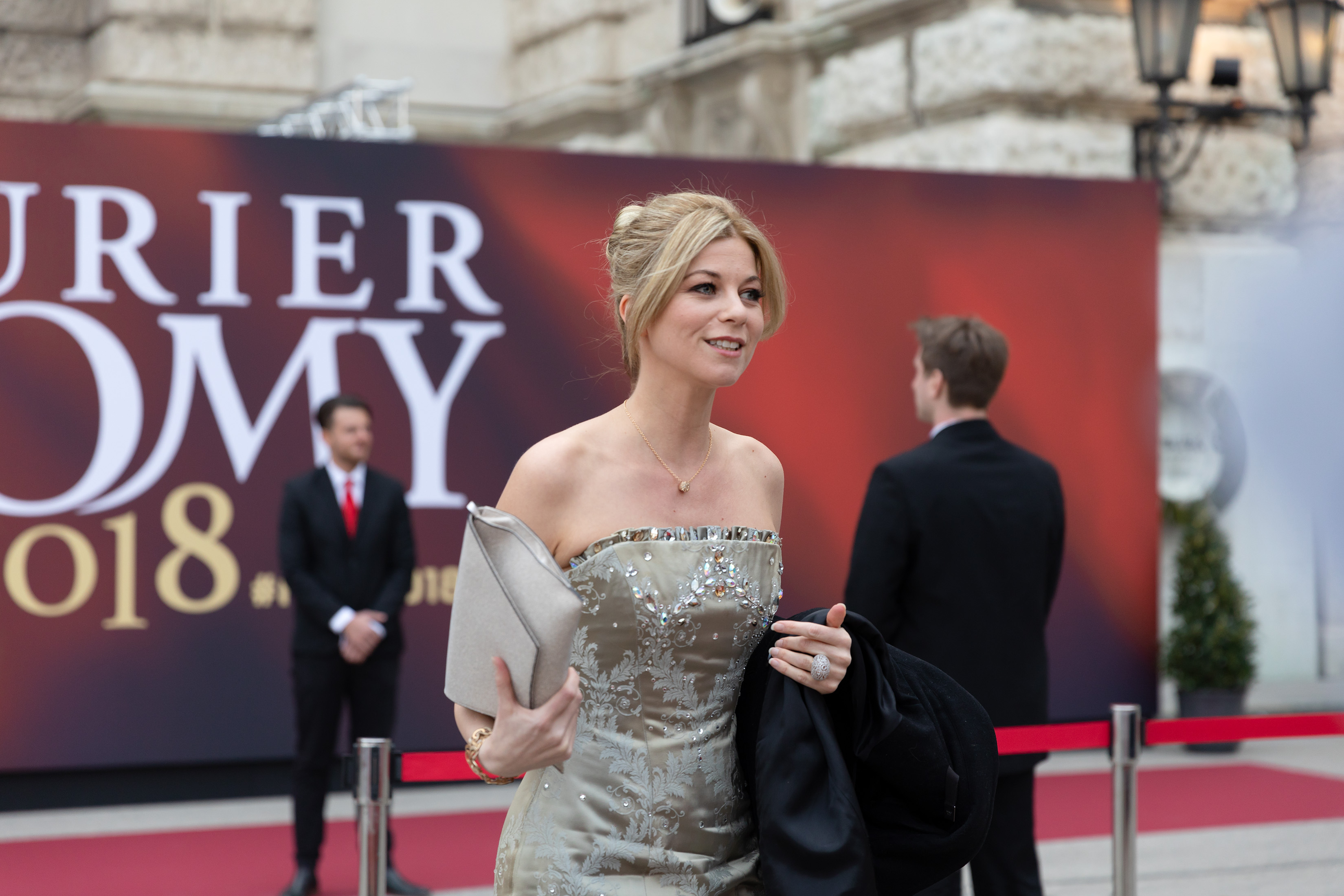
Hilde Dalik

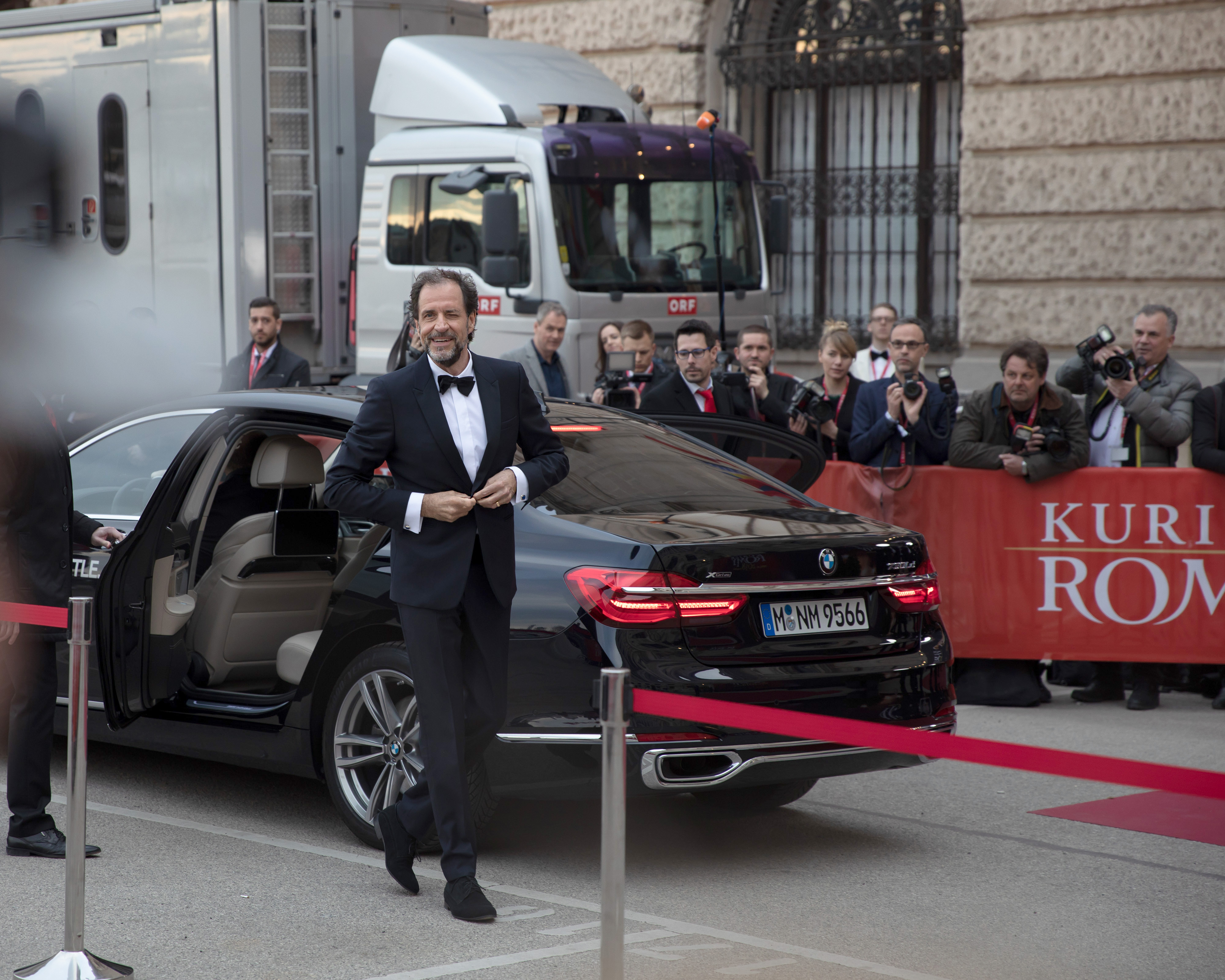
Helmfried von Lüttichau

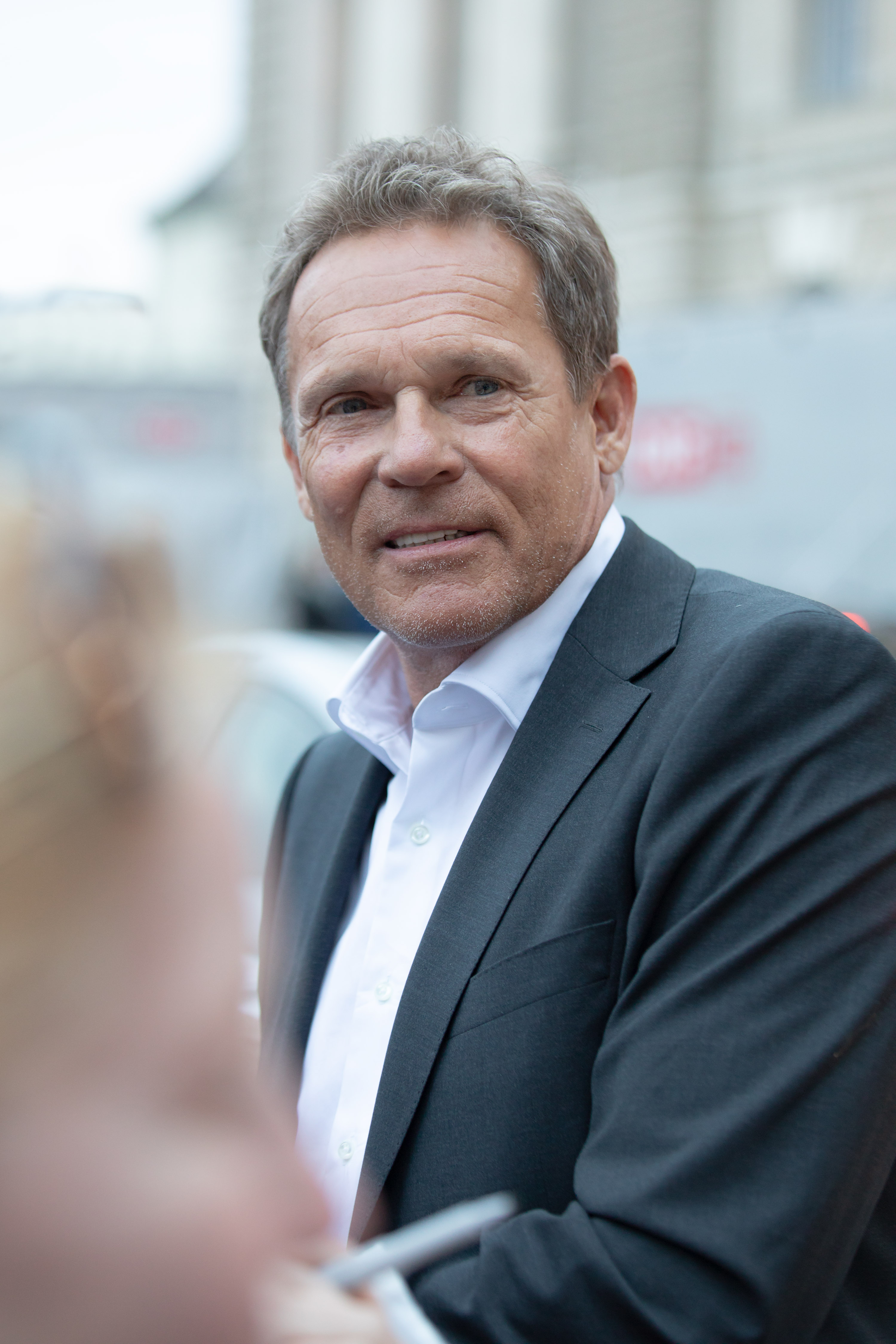
Christian Tramitz

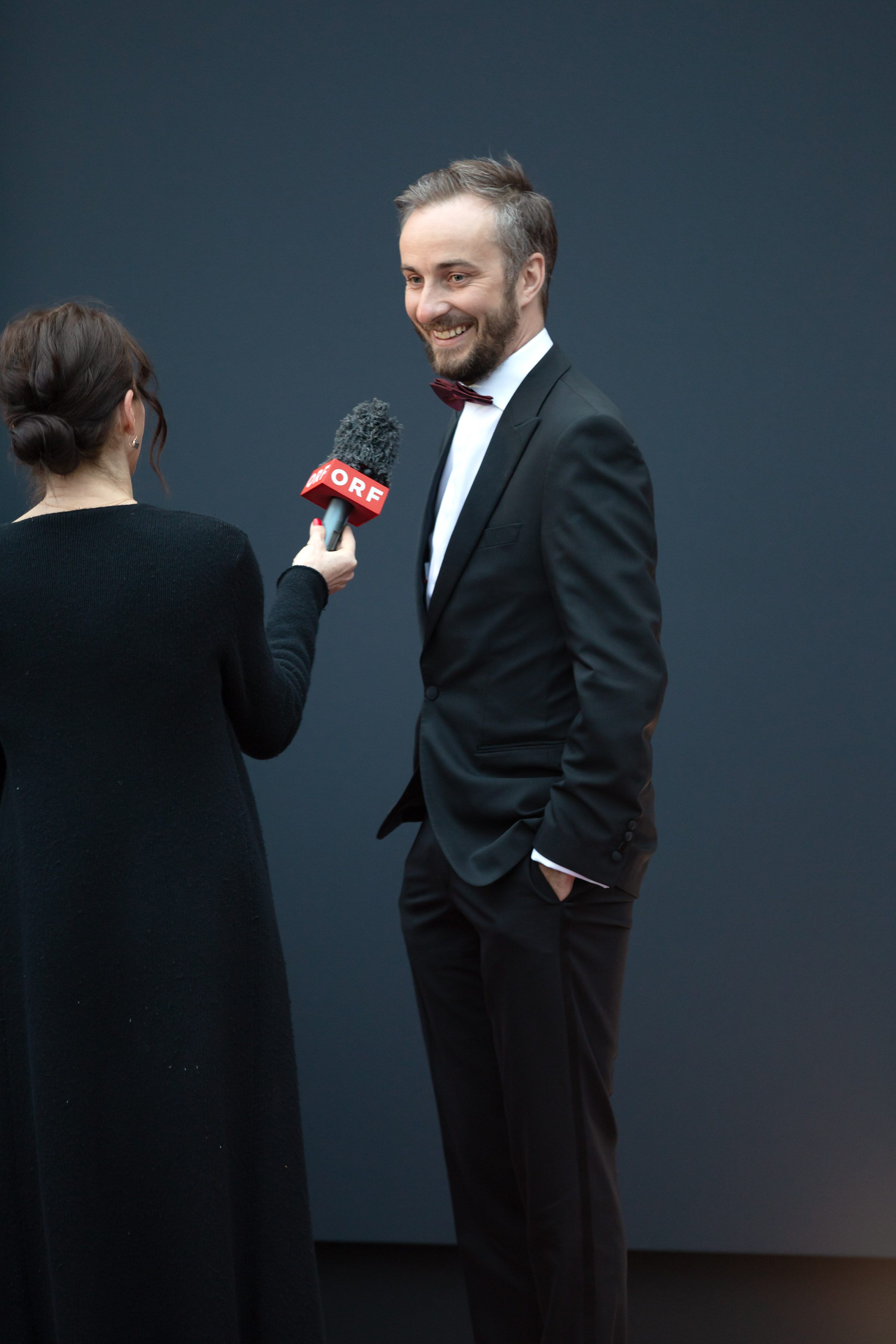
Jan Böhmermann

### Publikumspreise
Die Nominierungen für die Publikumswahl wurden am 26. Februar 2018 bekanntgegeben. Erstmals für eine Romy nominiert wurden Murathan Muslu, Verena Altenberger, Joseph Hannesschläger, Helmfried von Lüttichau, Thomas Stipsits, Nadja Bernhard, Claudia Reiterer, Ulrike Folkerts, Georg Friedrich, Anne Will und Jan Böhmermann.
| Kategorie                                       | Preisträger                                   | Nominierte                                                          |
| ----------------------------------------------- | --------------------------------------------- | ------------------------------------------------------------------- |
| Beliebteste Schauspielerin Kino/TV-Film         | Nina Proll                                    | Pia Hierzegger Julia Koschitz Verena Altenberger Aglaia Szyszkowitz |
| Beliebtester Schauspieler Kino/TV-Film          | Elyas M’Barek (2. Romy)                       | Juergen Maurer Georg Friedrich Florian David Fitz Murathan Muslu    |
| Beliebteste Schauspielerin Serie/Reihe          | Hilde Dalik                                   | Patricia Aulitzky Gerti Drassl Ulrike Folkerts Maria Happel         |
| Beliebtester Schauspieler Serie/Reihe           | Christian Tramitz und Helmfried von Lüttichau | Joseph Hannesschläger Gerhard Liebmann Heino Ferch Andreas Lust     |
| Information präsentiert von Helmut Brandstätter | Nadja Bernhard                                | Corinna Milborn Claudia Reiterer Sylvia Saringer Anne Will          |
| Show/Unterhaltung                               | Jan Böhmermann                                | Michael Niavarani Kai Pflaume Ruth Moschner Thomas Stipsits         |

Jan Böhmermann kündigte im Vorfeld der Verleihung an, sollte er den Preis gewinnen, ihn unter anderem verbotswidrig in einer glitzernden Burka entgegennehmen zu wollen, in Anspielung auf das im Oktober 2017 in Österreich in Kraft getretene Anti-Gesichtsverhüllungsgesetz, in Begleitung von hundert undokumentierten syrischen Flüchtlingen und an der Hand von Armin Wolf sowie der akademischen Burschenschaft Hysteria. Nachdem Böhmermann die Romy in der Kategorie Show/Unterhaltung erhielt und unverhüllt in Empfang nahm, sagte er in seiner Dankesrede, er habe die Österreicher angelogen und ihnen das erzählt, was sie hören wollten. „Sie wurden von einem unseriösen, windigen Populisten hinters Licht geführt – wahrscheinlich zum allerersten Mal in Ihrer Geschichte.“ Er freue sich als Deutscher in einem Land auszuruhen, „das vom Zweiten Weltkrieg und von der Verantwortung für den Nationalsozialismus so unberührt ist wie Österreich.“

### Akademiepreise

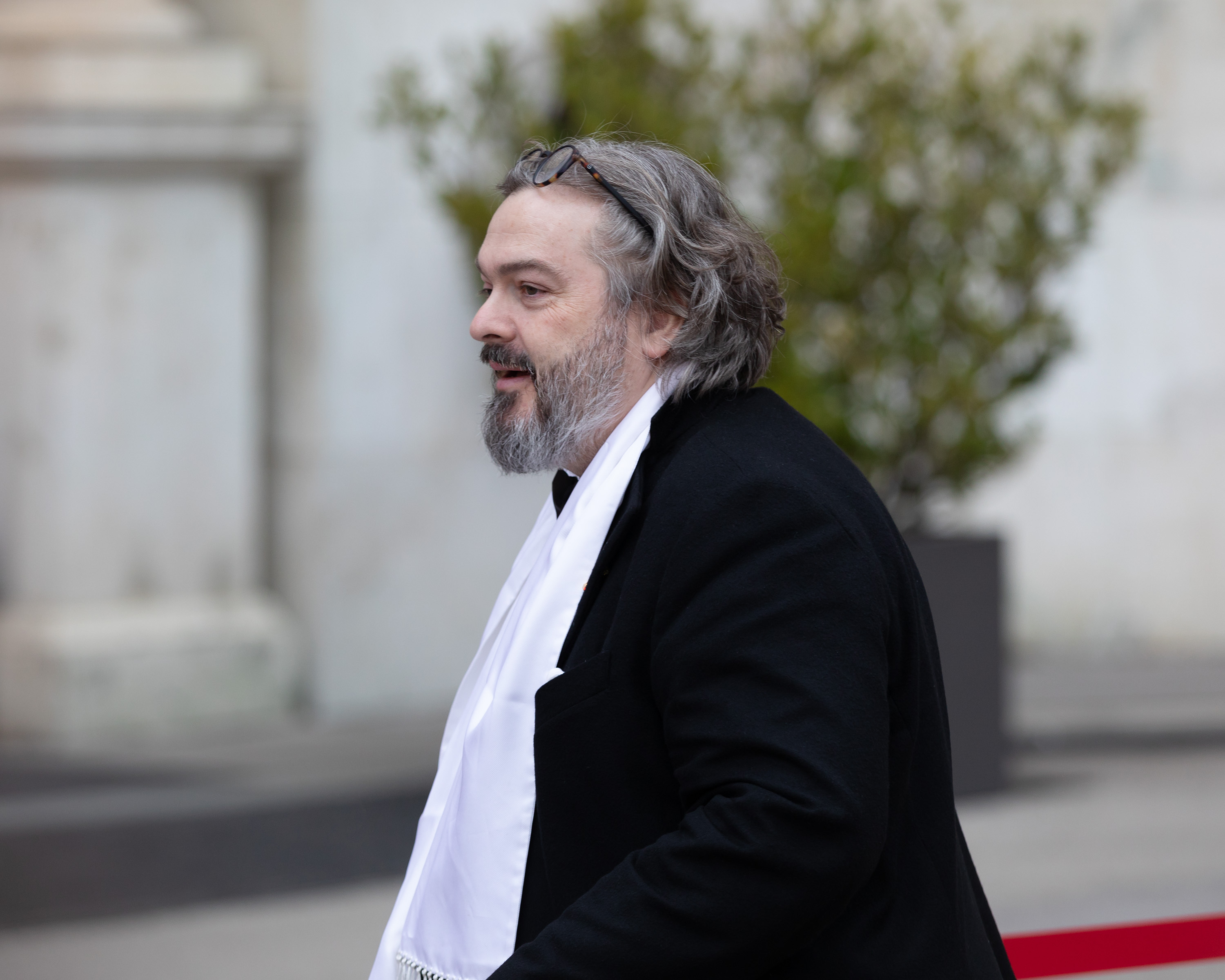
Wolfgang Ritzberger
(Die beste aller Welten)

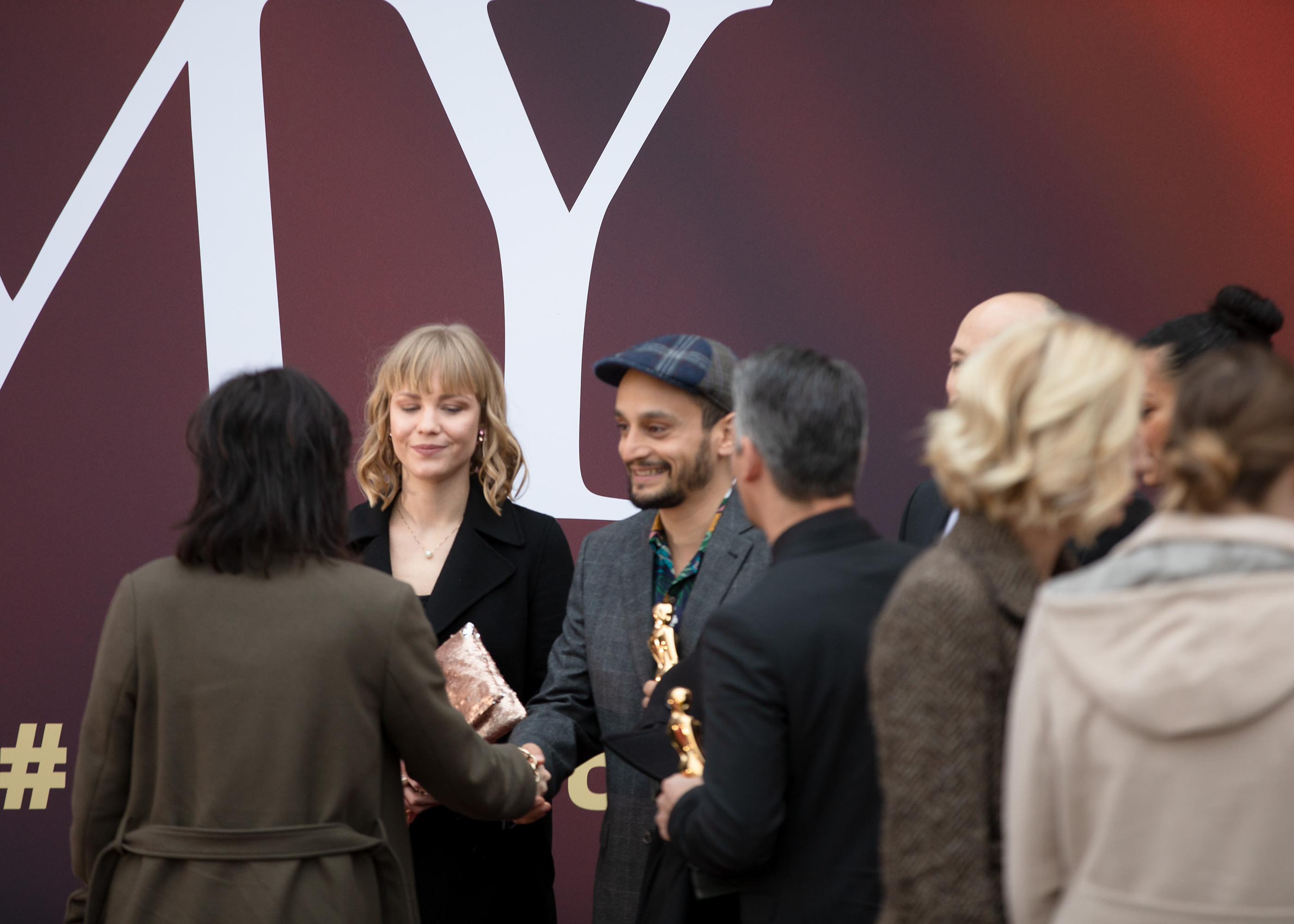
Arman T. Riahi
(Die Migrantigen)

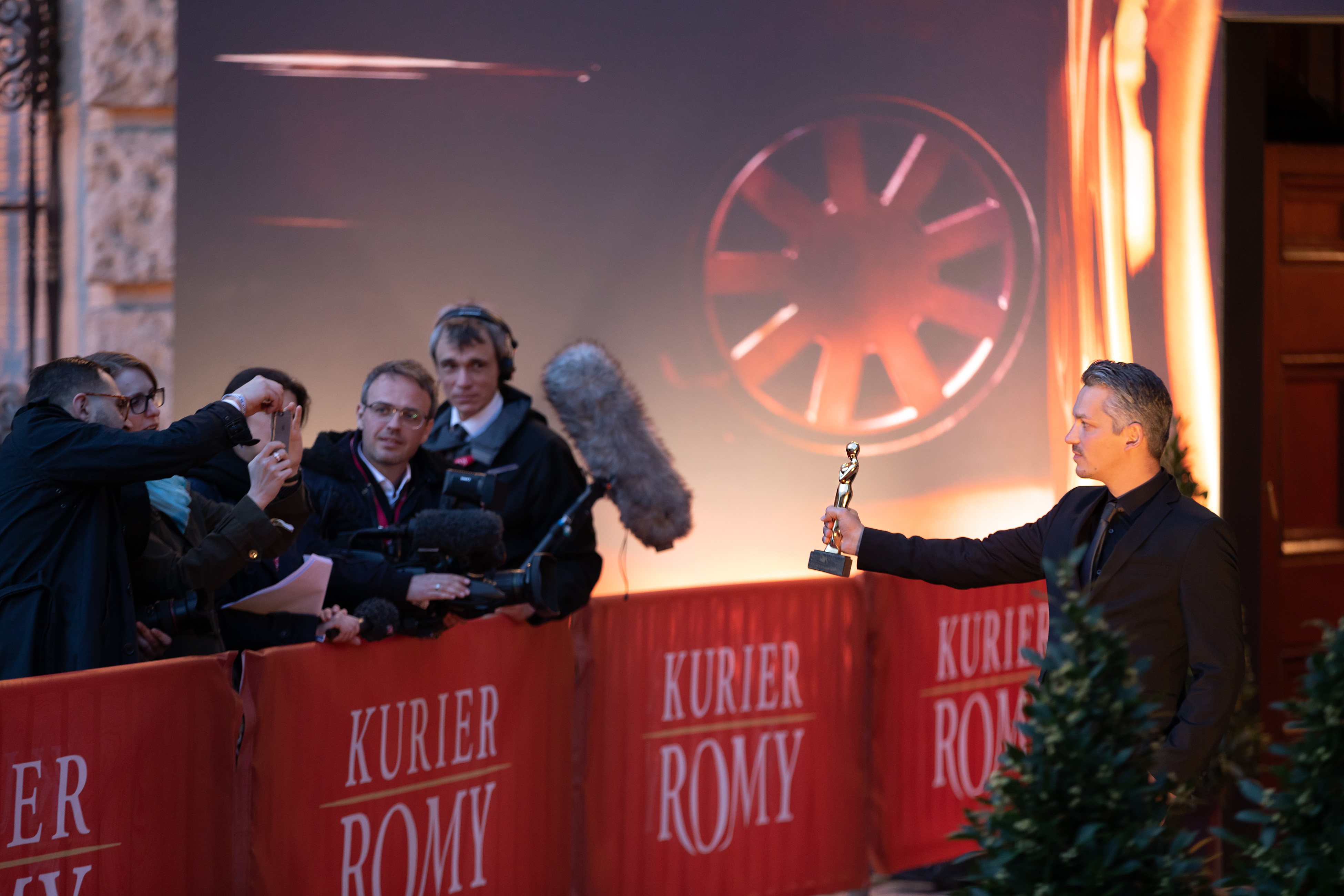
Faris Rahoma
(Die Migrantigen)

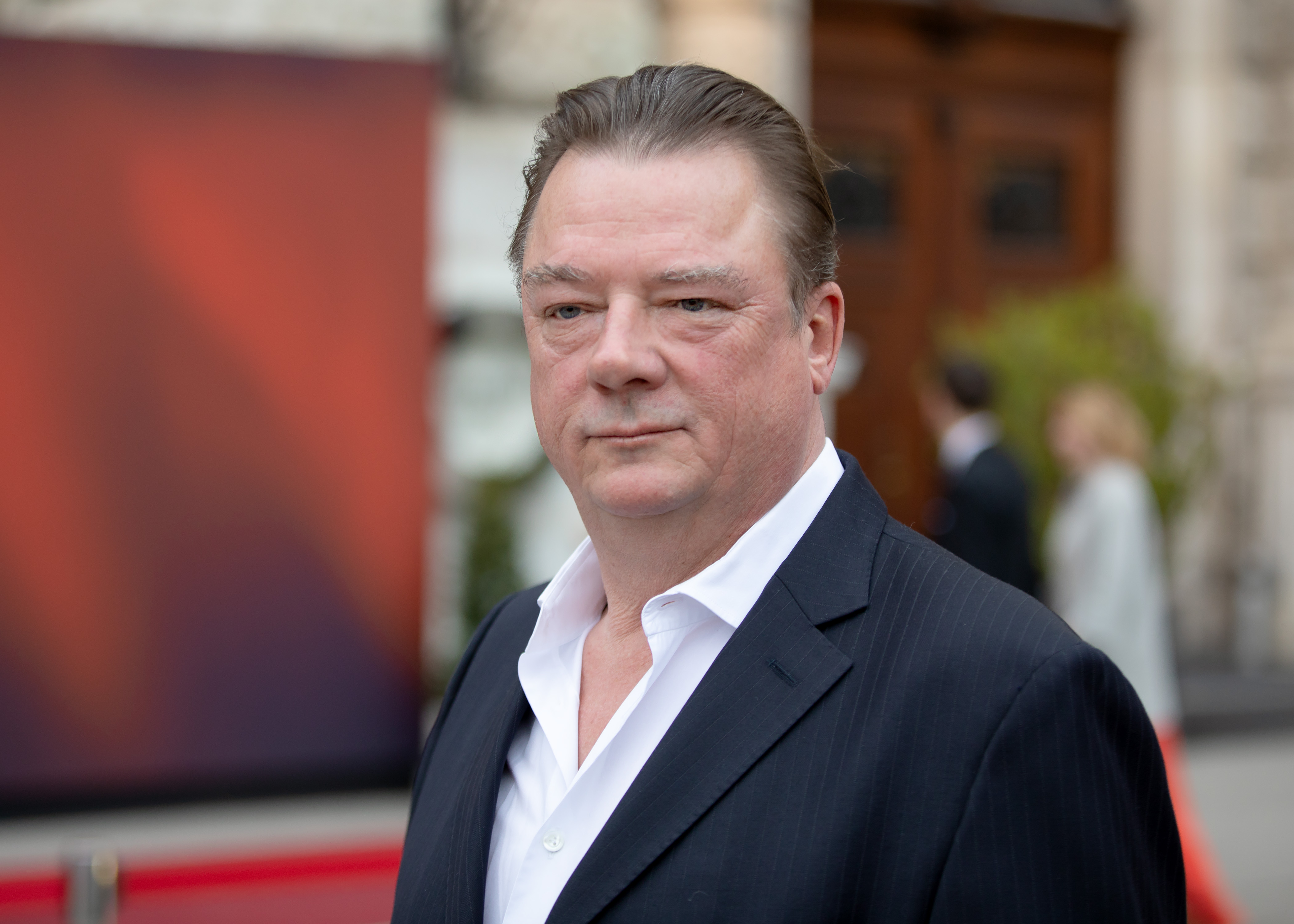
Peter Kurth
(Babylon Berlin)

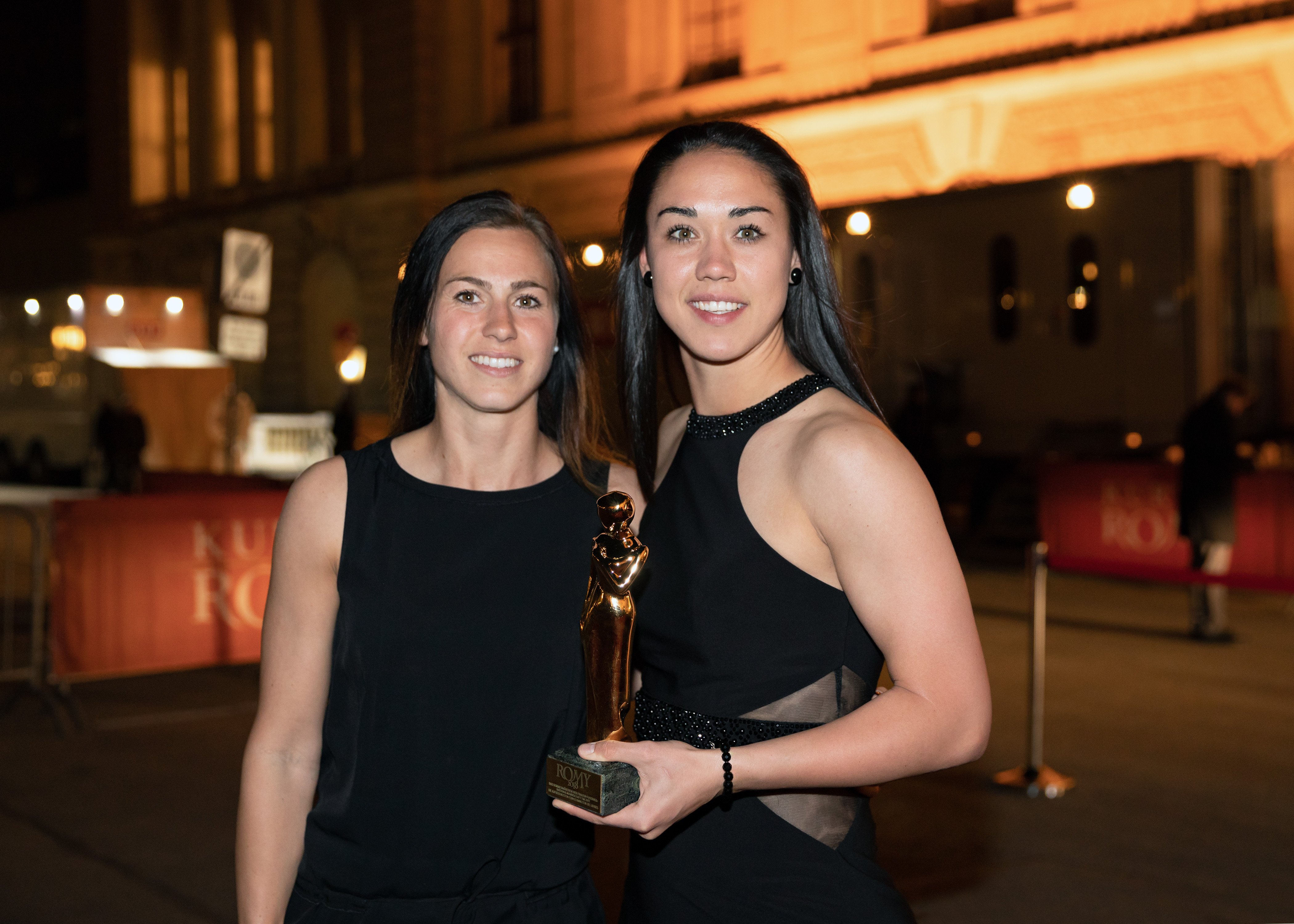
Manuela Zinsberger und Viktoria Schnaderbeck (ÖFB-Frauen-Nationalteam)

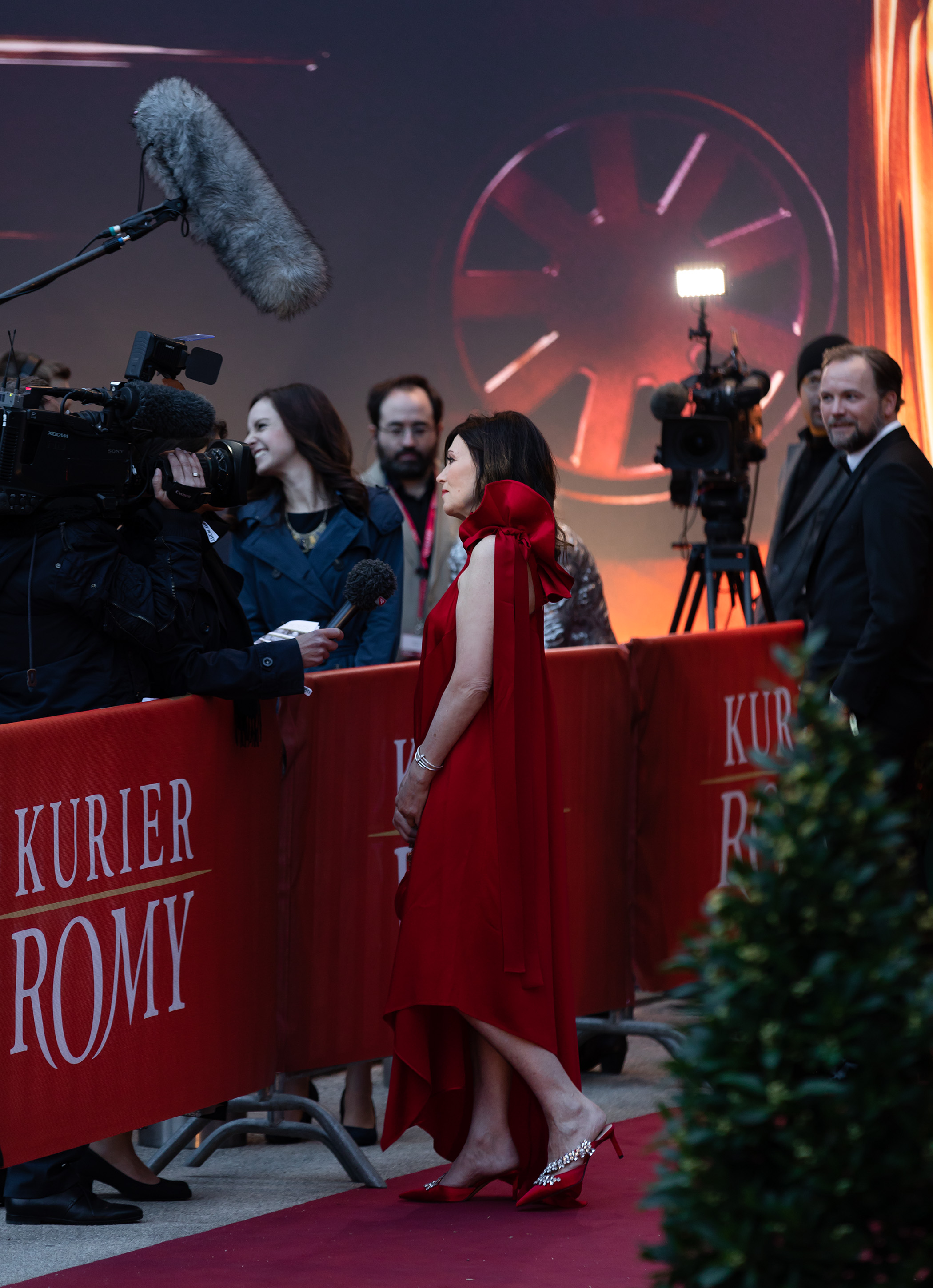
Iris Berben

Die Akademiepreise wurden in einer eigenen Feier am 5. April 2018 im Grand Hotel Wien übergeben. Eine Zusammenfassung der Verleihung wurde am 6. April auf ORF2 übertragen und von Maria Happel präsentiert. Die Nominierungen wurden am 3. März 2018 bekanntgegeben. Die ROMY-Akademie besteht aus den bisherigen Gewinnern der Romy, das sind über 400 Personen.
Erstmals wurde eine Romy für die beste TV-Serie vergeben.
| Kategorie                      | Preisträger                                                                            | Nominierte |
| ------------------------------ | -------------------------------------------------------------------------------------- | --- |
| Bester Fernsehfilm             | Maximilian – Das Spiel von Macht und Liebe (ORF/ZDF)                                   | Der gute Bulle (ZDF) Der namenlose Tag (ZDF) |
| Bester Kinofilm                | Die beste aller Welten                                                                 | Axolotl Overkill Die Migrantigen |
| Beste Dokumentation TV         | Walter Köhler: Das Gesetz der Löwen (ServusTV/Terra Mater)                             | Bauernleben – Bauernsterben (ORF) Baumeisterinnen der Republik (ORF III/Pammer Film)                                                                                          |
| Beste TV-Serie                 | Hindafing (BR Fernsehen)                                                               | Dark (Netflix) Das Verschwinden (ARD) |
| Beste Dokumentation Kino       | Michael Kitzberger, Wolfgang Widerhofer: Die Zukunft ist besser als ihr Ruf            | Auf Ediths Spuren Tiere und andere Menschen |
| Bester Produzent TV-Film       | Nico Hofmann, Benjamin Benedict, Markus Brunnemann, Sebastian Werninger für Charité    | Oliver Auspitz, Andreas Kamm, Ferdinand Dohna für Maria Theresia Roswitha Ester, Torsten Reglin, Eva Holtmann, Danny Krausz, Kurt Stocker für Kästner und der kleine Dienstag |
| Bester Produzent Kinofilm      | Thomas Hroch, Gerald Podgornig, Arnold Heslenfeld für Arthur & Claire                  | Stefan Arndt, Michael Katz, Veit Heiduschka, Margaret Ménégoz für Happy End Nils Dünker, Wolfgang Ritzberger für Die beste aller Welten                                       |
| Beste Regie TV-Film            | Volker Schlöndorff für Der namenlose Tag                                               | Julia von Heinz für Katharina Luther (ARD) Marvin Kren für 4 Blocks (TNT Serie)                                                                                               |
| Beste Regie Kinofilm           | Lars Montag für Einsamkeit und Sex und Mitleid                                         | Monja Art für Siebzehn Nicolas Wackerbarth für Casting |
| Beste Bildgestaltung TV-Film   | Tom Erhart für Der namenlose Tag                                                       | Holly Fink für Charité (ARD) Thomas W. Kiennast für Maximilian – Das Spiel von Macht und Liebe                                                                                |
| Bestes Buch TV-Film            | Dorothee Schön für Kästner und der kleine Dienstag (ARD/ORF)                           | Martin Ambrosch für Spuren des Bösen – Wut (ZDF/ORF) Nicole Armbruster für Zur Hölle mit den anderen (ARD)                                                                    |
| Beste Bildgestaltung Kino-Film | Christian Berger für Happy End                                                         | Matthias Fleischer für Die kleine Hexe Christine A. Maier für Licht |
| Bestes Buch Kinofilm           | Aleksandar Petrovic, Faris E. Rahoma, Arman T. Riahi für Die Migrantigen               | Monja Art für Siebzehn Dirk Kämper für Erik & Erika |
| Bester Nachwuchs weiblich      | Marie-Luise Stockinger für Maria Theresia (ORF)                                        | Julia Franz Richter für Trakehnerblut (ServusTV) Elisabeth Wabitsch für Siebzehn                                                                                              |
| Bester Nachwuchs männlich      | Jeremy Miliker für Die beste aller Welten                                              | Markus Freistätter für Erik & Erika Simon Morzé für Schnell ermittelt (ORF)                                                                                                   |
| Preis der Jury                 | You Are Wanted                                                                         | |
| Preis der Akademie             | Universum History: Bundesländer                                                        | |
| TV-Event des Jahres            | Babylon Berlin                                                                         | |
| Beste Programmidee             | Puls 4 (Markus Breitenecker) und RTL (Inga Leschek) für Ninja Warrior Austria          | |
| TV-Moment des Jahres           | Österreichische Nationalmannschaft bei der Fußball-Europameisterschaft der Frauen 2017 | |

| Kategorie                                                  | Preisträger          |
| ---------------------------------------------------------- | -------------------- |
| Akademiepreis Platin-Romy für das Lebenswerk               | Christian Kolonovits |
| Platin-Romy für das Lebenswerk Laudatio: Peter Simonischek | Iris Berben          |